# Łężyce (Sainte-Croix)
Pour les articles homonymes, voir Łężyce.
Łężyce est une localité polonaise de la gmina de Sadowie, située dans le powiat d'Opatów en voïvodie de Sainte-Croix.